# Вуковар (острів)
Вуковар (хорв. Vukovarska ada, серб. Вуковарска ада) — острів на Дунаї біля міста Вуковар на кордоні Хорватії та Сербії. Острів оспорюється обома країнами.

## Опис острова
Острів Вуковар знаходиться в руслі Дунаю поблизу сербського берега. Від сербського берега острів відділяє вузька протока шириною всього 20-30 метрів у той час, як мінімальна відстань до берега Хорватії становить не менш ніж 250 метрів. Форма острова скидається на бумеранг, звернений бугром у сторону Хорватії. Довжина — близько 3,8 км, максимальна ширина — близько 600 метрів. Територія острова рясно вкрита лісами.

## Міжнародне право
За міжнародним правом річкова межа між державами проводиться по фарватеру річки, але тільки у тому випадку, якщо саме річка фігурує як кордон без додаткових уточнень. Оскільки острів офіційно був частиною СР Хорватія, то такий принцип у цьому випадку непридатний.

## Історична довідка
За часів соціалістичної Югославії острів належав Хорватії. Під час війни в Хорватії острів окупувала Югославська Народна Армія та сербські ополченці.
У 1991 році Хорватія стала незалежною державою. Згідно з рішенням міжнародної конференції кордони між колишніми союзними республіками ставали державними кордонами між посталими державами, таким чином острів повинен був відійти до незалежної Хорватії, однак острів Вуковар (так само, як східна Славонія, Бараня та Срем) знаходився під контролем Республіки Сербська Країна.
Після мирної угоди 1998 року зайняті території були возз'єднані з Хорватією, однак острів Вуковар залишився під сербською військовою окупацією. Схожа ситуація трапилася з островом Шаренград.

## Демілітаризація острова
У 2004 році Сербія вивела з острова велику частину військового контингенту, проте поліція повністю взяла на себе прикордонний контроль тільки в 2006 році.
У 2006 році вперше після війни пляжі острова були відкриті для відвідувачів. Острів обслуговується «Вуковарсько-Дунайським спортивно-курортним товариством». Незважаючи на це, громадяни Хорватії не можуть відвідувати власні володіння на острові.

## Сучасні територіальні суперечки
Одна з частин мирної угоди включала короткострокові договори, за якими Хорватія повинна була контролювати західну частину Дунаю, а Сербія — східну. Позиція офіційної Сербії полягає в тому, що рішення Міжнародної комісії не дійсне і короткострокова домовленість між Сербією та Хорватією повинна визначати майбутній кордон між державами, отже острів повинен належати Сербії, так як знаходиться ближче до сербського берега. Позиція Хорватії полягає в тому, що рішення Міжнародної комісії є остаточним і острів Вуковар є частиною території Хорватії.